# Cuento encantado
Cuento encantado (en portugués: Cordel encantado) es una telenovela brasileña emitida por TV Globo desde el 11 de abril hasta el 23 de septiembre de 2011 en 143 capítulos, en sustitución de Río del Destino y siendo sucedido por La vida sigue. 
Escrita por Duca Rachid, Thelma Guedes y Thereza Falcão, con la colaboración de Manuela Dias y Daisy Chaves, dirigida por Amora Mautner, Gustavo Fernández, Natalia Grimberg y Thiago Teitelroit, con la dirección general de Amora Mautner sobre núcleo de Ricardo Waddington.
Protagonizada por Cauã Reymond y Bianca Bin, con las participaciones antagónicas de Débora Bloch y Bruno Gagliasso. Cuenta con las actuaciones estelares de Carmo Dalla Vecchia, Nathalia Dill, Jayme Matarazzo y Domingos Montagner y la participación especial de Alinne Moraes.
La trama es, unánimemente, considerada por la crítica como innovadora, por tener como escenario el interior de Brasil, con los protagonistas de la novela narrados como un cuento de hadas, pero con el tema de la literatura de cordel. La periodista Patricia Kogut, del diario O Globo, incluso declaró que la producción sería "la producción más impresionante jamás presentada por la Globo a las 18.00."

## Trama
La historia está ambientada en la ficticia ciudad de Brogodó, ubicada en la zona rural del noreste de Brasil. Cuenta el triángulo amoroso entre Azucena, Jesuíno y Timoteo, que está obsesionado con Azucena desde niño y tiene celos obsesivos hacia Jesuíno. Jesuíno y Azucena están enamorados desde la infancia, fueron criados juntos, por lo que tienen que enfrentar todos los males, para casarse y estar juntos.
Timoteo está celoso de Jesuino desde la infancia, porque el padre de Timoteo, el coronel Januario, es el padrino de Jesuino y quiere que tenga éxito en el negocio familiar, ya que Timoteo siente fastidio de hacerse cargo de la granja y los negocios, pero de todas formas no cree correcto que Jesuíno se haga cargo de eso. Jesuino es un empleado de la granja junto a su madre Bienvenida.
Azucena, nació en Serafia del Norte mientras que su padre el rey Augusto luchaba junto a su ejército contra Serafia del Sur. Su madre, la reina Cristina la llamó Aurora. Luego de la pelea el rey Teobaldo de Serafia del Sur, resultó muy herido el rey Augusto hace un pacto con dicho rey diciendo que "cuando la princesa Aurora de Serafia del Norte y el príncipe Felipe de Serafia del Sur alcancen la mayoría de edad se casarán uniendo las dos Serafias y acabando con la guerra que existe hace más de 100 años".
Ella vive con sus padres adoptivos, Virtuosa y Euzébio, y con su hermano Cícero. Pero ella desconoce su verdadero origen y no sabe que en realidad es una princesa, hija de un rey llamado Augusto Frederico III, que gobierna el reino de Seráfia del Norte.
Augusto, el rey, viajó al interior en busca de un tesoro enterrado por su ancestro Serafim D'Ávila, el fundador de Seráfia. Pero allá se encuentra con una revuelta de bandidos, los llamados cangaceiros. En la que su esposa (Cristina) y su hija recién nacida (Azucena - Aurora) son secuestradas, lo que hace que el rey crea que a ambas las han matado, pero todo lo tramó la duquesa Úrsula. Él nunca se convenció totalmente de aquello. Destruido, el rey Augusto regresa a su reino, que se encuentra en Europa, pero él no sabe que su pequeña hija consiguió sobrevivir y fue criada por una pareja del interior de Brasil: dos sertaneros.
El origen de Jesuíno también es desconocido para él. Criado sin padre, Jesuíno nunca supo que su padre, llamado Herculano, es uno de los bandidos más temidos de Brasil, llamado el rey de los salteadores de caminos: o rey del cangaso.
Pero todo cambia cuando Augusto vuelve a Brogodó y descubre por unos bandidos que su esposa murió y que su hija fue entregada a una pareja del interior y que fue criada como una más de sus hijos. Por este motivo, Virtuosa y Euzébio se siente aterrorizados con miedo de perder a Azucena por culpa del rey Augusto. Azucena lo percibe y se da cuenta de que sus padres están muy asustados con la llegada del rey.

## Reparto

### El Pueblo de Brogodó
| Actor O Actriz       | Personaje                                              |
| -------------------- | ------------------------------------------------------ |
| Bianca Bin           | Azucena Bezerra Araújo (Aurora / Cocada)               |
| Cauã Reymond         | Jesuíno Araújo                                         |
| Bruno Gagliasso      | Coronel Timóteo Cabral (Villano principal)             |
| Nathalia Dill        | Doralicia Guerra Peixoto Avignon de Toledo (Dora/Fubá) |
| Jayme Matarazzo      | Felipe Avignon de Toledo                               |
| Cláudia Ohana        | Bienvenida Araújo                                      |
| Luiza Valdetaro      | Antônia Cabral Avignon de Toledo                       |
| Nanda Costa          | Lillian "Lilica" Desireé                               |
| Matheus Nachtergaele | Profeta Beato Miguelin                                 |
| Marcello Novaes      | Quintino (Quiquiqui)                                   |
| Andréia Horta        | Dona Martina                                           |
| Mouhamed Harfouch    | Farid (Tufik/Said)                                     |
| Isabelle Drummond    | Rosa Alfredo Bezerra                                   |
| Genézio de Barros    | Padre Joaquin                                          |
| Débora Duarte        | Dona Amália                                            |
| Emanuelle Araújo     | Florinda Alfredo                                       |
| Guilherme Fontes     | Marquês Zenóbio Alfredo                                |
| Ana Cecília Costa    | Virtuosa Bezerra                                       |
| Paula Burlamaqui     | Penélope Bastos                                        |
| Tony Tornado         | Damian                                                 |
| Enrique Díaz         | Euzébio Bezerra                                        |
| Maurício Machado     | Silverio Duarte                                        |
| Mayana Neiva         | Vincentina Celeste                                     |
| Flávia Rubim         | Filomena "Filó"                                        |
| Renato Góes          | Fausto Guerra Peixoto                                  |
| Maurício Destri      | Ignacio Avignon de Toledo                              |
| Land Vieira          | Tiburcio                                               |
| Patrícia Werneck     | Tainá (Teinha)                                         |
| Renan Ribeiro        | Gabriel (Gallego)                                      |
| Aramis Trindade      | Raimundo                                               |
| Glicério Rosário     | Setembrino                                             |
| Edmilson Barros      | Ademar                                                 |
| Carolina Loback      | Severina                                               |
| Pedro Farah          | Demóstenes                                             |
| Alessandro Tcche     | Soldado Rufino                                         |
| Isabel Mello         | Coralia                                                |
| Cristiane Amorim     | Janaína Menezes                                        |
| Wagner Molina        | Genaro                                                 |
| Kenya Costta         | Olga                                                   |
| Marcelo Flores       | Cabo Pascual                                           |
| Matheus Costa        | Salim                                                  |
| João Fernandes       | Nidito (Eronildes Peixoto)                             |
| Bárbara Maia         | Dulcina Alfredo                                        |
| Caio Manhente        | Zigfredo                                               |
| Max Lima             | Juca                                                   |
| Nahuana Costa        | Sofia                                                  |
| Bernardo Simões      | Omar                                                   |
| Osmar Prado          | Delegado Altino Batoré                                 |
| Marcos Caruso        | Prefecto Patricio Peixoto (Patácio)                    |
| Heloísa Perissé      | Neuza Batoré                                           |
| Zezé Polessa         | Ternura Guerra Peixoto (Ternurita)                     |
| Reynaldo Gianecchini | El Mensajero del Rey Augusto                           |
| Reginaldo Faria      | Colonel Januário Cabral                                |

### En Reino de Seráfia
| Actor O Actriz          | Personaje                                                                          |
| ----------------------- | ---------------------------------------------------------------------------------- |
| Bianca Bin              | Princesa Aurora Catarina Ávila de Seráfia / Reina Aurora Catarina Ávila de Seráfia |
| Bruno Gagliasso         | Falso Rey Timoteo Cabral I, El Terrible (Villano principal)                        |
| Cauã Reymond            | Rey Serafin II, El Esperado                                                        |
| Thiago Lacerda          | Rey Teobaldo Ávila de Serafia                                                      |
| Carmo Dalla Vecchia     | Augusto Frederico Ávila de Seráfia (Rey Augusto III,                               |
| Emílio de Mello         | General Baldini (Villano temporal)                                                 |
| Berta Loran             | Efigênia Ávila de Serafia, La Reina Madre                                          |
| Jayme Matarazzo         | Príncipe Felipe Henrique Avignon de Toledo                                         |
| Luiz Fernando Guimarães | Mayordomo Nicolau Brüguel (Villano principal)                                      |
| Brunno Pedro            | Conde Elias de Serafia                                                             |
| Maurício Destri         | Príncipe Ignacio Avignon de Toledo                                                 |
| Alinne Moraes           | Reina Cristina Catalina Ávila de Seráfia                                           |
| Débora Bloch            | Duquesa Úrsula de Bragança (Villana principal)                                     |
| Lucy Ramos              | María Cesária I Ávila de Seráfia La Bien Aventurada                                |
| Mariana Lima            | Reina Helena Avignon de Toledo                                                     |
| Luana Martau            | Leidy Carlota de Bragança Ávila de Serafia                                         |
| Felipe Camargo          | Duque Petro Ávila de Seráfia                                                       |
| Sofia Terra             | Lady Cecília de Bragança Ávila de Seráfia                                          |
| Zé Celso Martínez       | Amadeus                                                                            |

### El Campamento de los Cangaceiros
| Actor O Actriz     | Personaje                                  |
| ------------------ | ------------------------------------------ |
| Domingos Montagner | Capitán Herculano Araújo                   |
| João Miguel        | Belarmino "Bel"                            |
| Tuca Andrada       | Leopoldo Fulgêncio (Ojo Perdido) (Villano) |
| Miguel Rômulo      | Cícero Bezerra                             |
| Ilva Niño          | Cândida Araújo                             |

### Elenco de Apoyo
| Actor O Actriz            | Personaje                                  |
| ------------------------- | ------------------------------------------ |
| Alfredo Henrique da Silva | Jesuíno (niño)                             |
| André Mendes              | Ernesto Nazareth                           |
| Arch Bava                 | Serafim D'Ávila                            |
| Antônio Karnewale         | Dr. Sérgio                                 |
| Beth Berardo              | Angélica Cabral                            |
| Beto Quirino              | José                                       |
| Camila Amado              | Zefa                                       |
| Chico Melo                | Pistolero de Timóteo                       |
| Daniel Ribeiro            | Tenente Aroeira                            |
| Elisa Pinheiro            | Abigail Maia                               |
| Fernando Eiras            | Baltazar                                   |
| Gillray Coutinho          | Tomás de Lampedusa                         |
| Jorge Lucas               | Juan del Río                               |
| Marcelo Argenta           | Oficial Riverine                           |
| Márcio Vito               | Isaías                                     |
| Renan Monteiro            | Ventania                                   |
| Rogério Rangel Costa      | Payaso Calibã (falso Don Oberon de Ravena) |
| Romeu Benedicto           | Jacinto                                    |
| Saulo Rodrigues           | Oduvaldo Vianna                            |
| Thommy Schiavo            | Carne Seca                                 |
| Vinicius Marins           | Garnizé                                    |
| Marcio Barros             | Ayudante bar de Florinda                   |

## Emisión
| País                               | Título alternativo / Traducción | Cadena(s)        | Primera Emisión          | Última Emisión           | Horario semanal  | Hora                |       |
| ---------------------------------- | ------------------------------- | ---------------- | ------------------------ | ------------------------ | ---------------- | ------------------- | ----- |
| Bandera de Brasil                  | Cordel Encantado                | Rede Globo       | 11 de abril de 2011      | 23 de septiembre de 2011 | Lunes a sábado   | 18:20               |       |
| Bandera de Costa Rica              | Cuento Encantado                | Teletica         | 27 de agosto de 2012     | 30 de enero de 2013      | Lunes a viernes  | 11:00               |       |
| Bandera de Puerto Rico             | Cuento Encantado                | Wapa             | 4 de septiembre de 2012  | 22 de febrero de 2013    | Lunes a viernes  | 14:00               |       |
| Bandera de Guatemala               | Cuento Encantado                | Guatevisión      | 12 de septiembre de 2012 | 20 de febrero de 2013    | Lunes a viernes  | 12:00               |       |
| Bandera de Uruguay                 | Cuento Encantado                | canal 12         | 7 de noviembre de 2012   | 9 de abril de 2013       | Lunes a viernes  | 18:00               |       |
| Bandera de El Salvador             | Cuento Encantado                | Canal 4          | 11 de marzo de 2013      | 11 de octubre de 2013    | Lunes a viernes  | 14:00               |       |
| Bandera de Panamá                  | Cuento Encantado                | NEXtv            | 27 de mayo de 2013       | 1° de noviembre de 2013  | Lunes a viernes  | 09:00               |       |
| Bandera de Corea del Sur           | 오로라공주, 출생의 비밀         | Telenovela       | 9 de julio de 2013       | 22 de julio de 2014      | Martes           | 20:00               |       |
| Bandera de Nicaragua               | Cuento Encantado                | Televicentro     | 16 de septiembre de 2013 | 21 de febrero de 2014    | Lunes a viernes  | 19:00               |       |
| Bandera de Portugal                | Cordel Encantado                | Globo Portugal   | 27 de octubre de 2013    | 1° de febrero de 2014    | Lunes a Domingos | 20:00               |       |
| Bandera de Suecia                  | Den Förtrollade Sagan           | Kanal Global     | 5 de febrero de 2014     | 18 de agosto de 2014     | Lunes a jueves   | 18:05               |       |
| Bandera de Ecuador                 | Cuento Encantado                | Ecuavisa         | 8 de abril de 2014       | 18 de agosto de 2014     | Lunes a viernes  | 21:45               |       |
| Bandera de Serbia                  | Zavet ljubavi                   | Happy TV         | 16 de junio de 2014      | 14 de noviembre de 2014  | Lunes a viernes  | 14:00               |       |
| Bandera de la República Dominicana | Cuento Encantado                | Antena Latina    | 6 de agosto de 2014      | 2 de enero de 2015       | Lunes a viernes  | 14:00               |       |
| Bandera de Suecia                  | Den Förtrollade Sagan           | Kanal Global     | 18 de agosto de 2014     | 31 de octubre de 2014    | Lunes a viernes  | 06:00               |       |
| Bandera de Estados Unidos          | Cuento Encantado                | Azteca América   | 5 de enero de 2015       | TBA                      | Lunes a viernes  | 15:00               |       |
| Bandera de Paraguay                | Cuento Encantado                | SNT              | 5 de febrero de 2015     | TBA                      | Lunes a viernes  | 10 de julio de 2015 | 20:00 |
| Bandera de Canadá                  | Cuento Encantado                | Univision Canadá | 14 de julio de 2014      | TBA                      | -                |                     |       |
| Bandera de Pakistán                | The Enchanted Tale              | Plus Max         | TBA                      | TBA                      | Lunes a viernes  | TBA                 |       |
| Bandera de Perú                    | Cuento Encantado                | ATV              | TBA                      | TBA                      | Lunes a viernes  | TBA                 |       |
| Bandera de Venezuela               | Cuento Encantado                | TVes             | TBA                      |                          | Lunes a viernes  | TBA                 |       |
| Bandera de Bolivia                 | Unitel                          |                  |                          |                          |                  |                     |       |

## Banda sonora
Tapa: viñeta da abertura de la novela
1. "Minha Princesa Cordel" - Gilberto Gil & Roberta Sá (tema de Abertura
2. "Bela Flor" - Maria Gadú (tema de Açucena y Jesuíno)
3. "Quando Assim" - Núria Mallena (tema del Rey Augusto y Maria Cesária)
4. "Candeeiro Encantado" - Lenine (tema de Herculano)
5. "Maracatu Atómico" - Chico Science & Nação Zumbi (tema de locación)
6. "Chão de Giz" - Zé Ramalho (tema de Petrus y Florinda)
7. "Saga" - Filipe Catto (tema de Úrsula y Herculano)
8. "Circulandô de Fulô" - Caetano Veloso (tema de locación)
9. "Tum Tum Tum" - Karina Buhr (tema de Batoré)
10. "Coração" - Monique Kessous (tema de Dora
11. "Na Primeira Manhã" - Alceu Valença (tema de Dora y Felipe)
12. "Melodia Sentimental" - Djavan (tema de Antonia e Ignacio)
13. "Estrela Miúda" - Maria Bethânia (tema de Farid y sus mujeres)
14. "Carcará" - Otto (tema de Timoteo)
15. "Rei José" - Silvério Pessoa (tema general)
16. "Xamêgo" - Luiz Gonzaga (tema general)